# Campeonato de Escocia de Rugby 2014-15
El Campeonato de Escocia de Rugby (Premiership) de 2014-15 fue la 42° edición del principal torneo de rugby de Escocia.

## Sistema de disputa
El torneo se disputó en formato de todos contra todos en la que cada equipo enfrentó a cada uno de sus rivales.
Los mejores cuatro equipos clasificaron a la fase final, consistente en dos partidos semifinales y una final.
El penúltimo clasificado disputó una promoción frente al subcampeón de la segunda división y el último descendió directamente a dicha categoría.

## Clasificación
| Pos. | Equipo              | Encuentros | Encuentros | Encuentros | Encuentros | Tantos | Tantos | Tantos | Puntos |
| Pos. | Equipo              | PJ         | PG         | PE         | PP         | F      | C      | Dif    | Puntos |
| ---- | ------------------- | ---------- | ---------- | ---------- | ---------- | ------ | ------ | ------ | ------ |
| 1.º  | Heriot's FP         | 18         | 13         | 0          | 5          | 501    | 339    | +162   | 68     |
| 2.º  | Ayr RFC             | 18         | 12         | 0          | 6          | 392    | 331    | +61    | 58     |
| 3.º  | Melrose RFC         | 18         | 12         | 0          | 6          | 402    | 331    | +71    | 57     |
| 4.º  | Currie Chieftains   | 18         | 9          | 2          | 7          | 379    | 382    | -3     | 46     |
| 5.º  | Gala RFC            | 18         | 9          | 0          | 9          | 380    | 354    | +26    | 45     |
| 6.º  | Hawick RFC          | 18         | 8          | 1          | 9          | 354    | 414    | -60    | 43     |
| 7.º  | Glasgow Hawks       | 18         | 7          | 1          | 10         | 310    | 302    | +8     | 37     |
| 8.º  | Boroughmuir RFC     | 18         | 8          | 0          | 10         | 306    | 427    | -121   | 37     |
| 9.º  | Stirling County RFC | 18         | 5          | 0          | 13         | 372    | 411    | -39    | 35     |
| 10.º | Edinburgh Accies    | 18         | 5          | 0          | 13         | 279    | 384    | -105   | 28     |

|  | Semifinalistas.                                        |
|  | Repechaje frente al subcampeón de la segunda división. |
|  | Descendido.                                            |

### Fase final

#### Semifinal
| 4 de abril de 2015 | Heriot's FP | 17 - 13 | Currie Chieftains |  |  |

| 4 de abril de 2015 | Ayr RFC | 20 - 22 | Melrose RFC |  |  |

#### Final
| 25 de abril de 2015 | Heriot's FP | 22 - 20 | Melrose RFC |  |  |

| Bandera de Escocia  |
| Campeón Heriot's FP |
| Cuarto título       |

## Promoción
| 25 de abril de 2015 | Stirling County RFC | 39 - 22 | GHA |  |  |

- Stirling County mantiene su puesto en la Premiership para la siguiente temporada.